# Враг изнутри
«Враг изнутри» (англ. The Enemy Within) — пятый эпизод первого сезона научно-фантастического телевизионного сериала «Звёздный путь», впервые был показан телеканалом NBC 6 октября 1966 года. Сценарий для эпизода написал американский писатель-фантаст Ричард Мэтисон.
Один из немногих эпизодов, для которых отдельно была написана музыка.

## Сюжет
Звёздная дата 1672.1: «Энтерпрайз» исследует планету Альфа-177. В результате несчастного случая техник-геолог повреждает руку и его немедленно телепортируют на корабль. При переносе что-то случилось с аппаратурой и мистеру Скотту пришлось потрудиться, чтобы поднять человека на борт. В течение некоторого времени транспортёр ведёт себя странно, но Скотт справляется с проблемой и только советует технику хорошенько почистить форму. Чуть позже на корабль возвращается капитан Кирк. Транспортёр сработал без происшествий, но после перемещения капитан чувствует себя несколько дезориентированным. Скотти сопровождает его из транспортаторной. Минутой позже в пустой транспортаторной самостоятельно начинается процесс переноса и на корабле появляется второй капитан Кирк. Он тут же даёт команду прибору «забыть» о своём переносе.
Второй Кирк идёт прямиком в медотсек и грубо требует у доктора МакКоя бутылку брэнди. МакКой в растерянности от резкой смены настроения капитана. В транспортаторной тем временем Скотти наталкивается на интересное событие: транспортировав домашнего любимца лейтенанта Сулу, вместо одного животного, он получил двух. Один из них весьма робкий и тихий, второй, наоборот, злобный. Тут Скотти понимает: с транспортатором что-то не то. Он отдаёт команду геологической экспедиции немного подождать, пока не разберётся с проблемой. Тем временем второй, озлобленный капитан Кирк заходит в каюту старшины Джэнис Рэнд, дожидается её и пытается с ней что-то сделать, но старшина успешно отбивается, царапает его лицо и убегает. Одновременно, с этими событиями первый капитан Кирк начинает обнаруживать у себя признаки слабости и нерешительности. Второй Кирк отнимает у охранника фазер после чего прячется на нижних палубах «Энтерпрайза». Но первый Кирк легко находит второго, а мистер Спок выводит из строя второго. Спок не уверен, что нужно делать в этом случае и ограничивается пока наблюдением за злобной сущностью капитана, которая, между тем, обнаруживает признаки усталости, что может закончится.
Таким образом обнаружилось, что в подобном разделённом состоянии оба Кирка долго не протянут. К тому же на поверхности Альфы 177 время также имеет значение. Там становится всё холоднее и холоднее, и экспедиция, если её вовремя не транспортировать на корабль, имеет все шансы замёрзнуть. Скотти обнаруживает проблему — повреждение ионизатора, но его восстановление для нормальной работы может затянуться примерно на неделю. Тем не менее, с помощью Спока, Скотти пытается обойти проблему. Пробуют объединить обе сущности на домашнем любимце Сулу, но эксперимент не удаётся. Объединив две сущности в одну, рогатая собачка умирает от перенапряжения. Между тем, первый, нерешительный Кирк, поддавшись обещаниям второй, злой, сущности, отпускает второго Кирка, не подозревая об обмане. Второй Кирк, вырубив первого, спешит на мостик и приказывает экипажу брать курс и покинуть орбиту планеты. Первый Кирк следует за вторым, пытается ему противостоять, и вскоре злобный Кирк падает в обморок от перенапряжения. Первый Кирк тащит его в транспортаторную. Транспортатор, по сути, ещё не готов, однако, скрестив пальцы, Спок дематериализует обоих Кирков, так как время для них закончилось. На этот раз эксперимент закончился благополучно. Когда Спок принимает Кирка обратно на борт, капитан оказывается один и в нормальном состоянии. Первая команда: «Поднимите десант на борт!». На мостике капитан благодарит Спока за его решительные действия: «От нас обоих».

## Ремастеринг
В 2006 году к сорокалетию сериала был сделан ремастеринг всех серий. Изменениям подверглись звук и видео, была создана компьютерная модель «Энтерпрайза». Также именно в этой серии была полностью перерисована планета, став более реалистичной.

## Критика
Зак Хэндлен из The A.V. Club поставил эпизоду оценку «A-», отметив, что последний акт, по его мнению, был излишним, первые два проходят гладко. Ему также понравился Шетнер в роли доброго Кирка.